# William Dathan Holbert
William Dathan Holbert, también conocido como Wild Bill (Estados Unidos, 12 de septiembre de 1979), es un asesino que confesó múltiples asesinatos en Hendersonville, Carolina del Norte. Los fiscales alegan que Holbert confesó haber asesinado cinco personas en Panamá y una persona en Costa Rica para obtener su dinero y propiedades. 
Holbert  y Laura Michelle Reese, fueron arrestados por las autoridades mientras intentaban llegar a Nicaragua por Costa Rica el 30 de julio de 2010. Holbert se hizo amigo de las víctimas, les disparó en la cabeza, enterró sus cuerpos y luego robó sus hogares y negocios.
Fue condenado en el centro penitenciario de David de la Provincia de Chiriquí por 47 años y un mes de prisión; mientras que Laura Michelle Reese deberá pagar 26 años y 4 meses por los mismos delitos. En 2010 la NBC "Rescue on the Mountainside / Stealing Paradise", fecha de emisión original en octubre de 2010. Kate Snow investiga a Cher Hughe, un residente de Panamá y sus vínculos con las formas criminales de Holbert y Reese.
En 2016 se publicó una descripción detallada de los crímenes de Holbert escritos por Nick Foster, The Jolly Roger Social Club: A True Story of a Killer in Paradise.
El 22 de octubre de 2019 Holbert fue trasladado a la Mega Joya, en la Ciudad de Panamá debido a que el mantuvo conversaciones a través de una videollamada con  medios internacionales, en las que les proveyó información importante.
En sus declaraciones, William Dathan Holbert hizo señalamientos de supuestos actos de corrupción dentro del penal.